# Demoner (album)
Demoner är det första albumet av det svenska punkbandet Skumdum, utgivet 1997.

## Låtar på albumet
| Nr  | Titel                   | Längd |  |
| --- | ----------------------- | ----- |  |
| 1.  | Förändringar            | 2.07  |  |
| 2.  | Vem vågar tro           | 3.03  |  |
| 3.  | Demoner                 | 2.49  |  |
| 4.  | Lika barn leka bäst     | 2.00  |  |
| 5.  | Sista droppen           | 2.21  |  |
| 6.  | Lilla blå               | 3.17  |  |
| 7.  | Ångrar mig än           | 2.24  |  |
| 8.  | En smula hopp           | 2.49  |  |
| 9.  | Äntligen fri            | 1.54  |  |
| 10. | En svunnen tid          | 2.48  |  |
| 11. | Rädslans labyrint       | 2.17  |  |
| 12. | Den falska verkligheten | 2.32  |  |
| 13. | Till minne av...        | 7.03  |  |